# Chiesa di Sant'Elia (Messina)
La chiesa di Sant'Elia è un luogo di culto di Messina ubicato in via Sant'Elia in prossimità della chiesa di Santa Caterina di Valverde. Appartenente all'arcidiocesi di Messina-Lipari-Santa Lucia del Mela, vicariato di Messina Centro sotto il patrocinio della Madonna della Lettera, arcipretura di Messina.

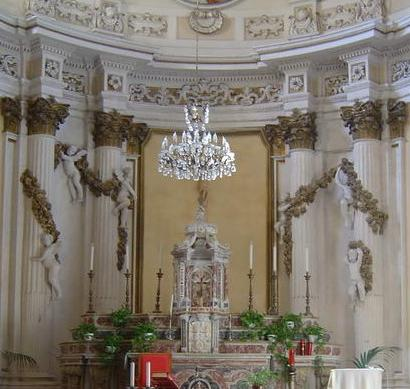
Altare maggiore.

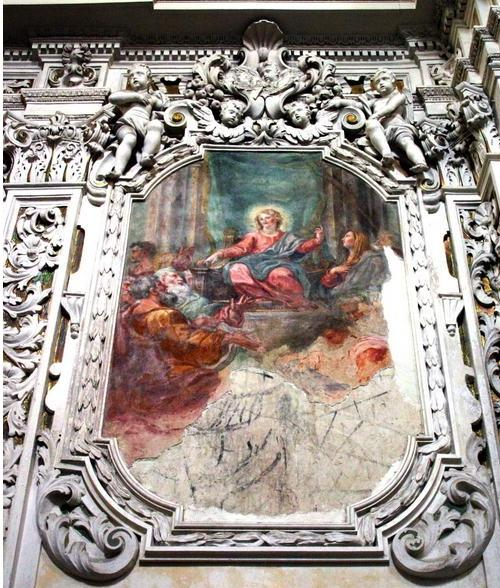
"Disputa di Gesù coi dottori nel Tempio".

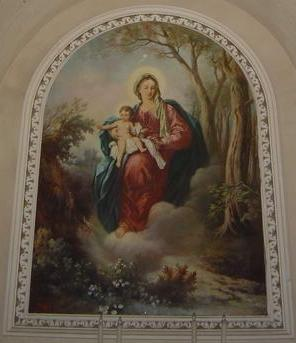
"Vergine col Bambino".

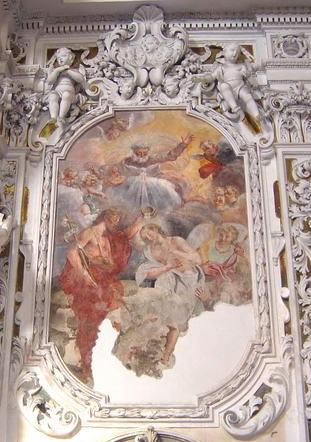
"Battesimo nel Giordano".

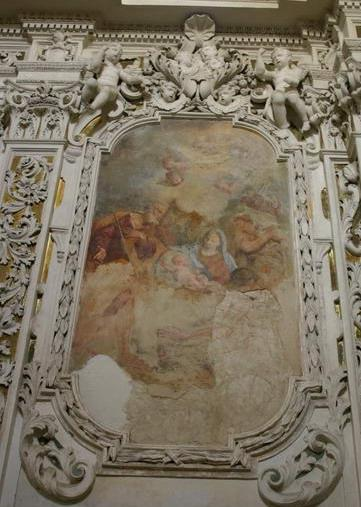
"Natività di Gesù".

## Storia

### Dall'Epoca rinascimentale al XIX secolo
Datato 5 luglio 1462 l'atto notarile stipulato da Antonello da Messina per la realizzazione di un gonfalone per la Confraternita di Sant'Elia dei Disciplinanti che documenta l'esistenza del luogo di culto e le attività ascrivibili al sodalizio tra il XIV ed il XV secolo, ai tempi del Regno di Sicilia e in pieno clima rinascimentale. Sodalizio fondato sulla regola di vita di San Francesco di Assisi, avente il compito di espandere gli insegnamenti francescani basati sull'amore, conoscenza del prossimo e sul rifuggire le occasioni di peccato. 
I danni provocati dal terremoto del Val di Noto del 1693 motivano verosimilmente gli interventi e le ricostruzioni effettuate nel 1694. Sebbene sia una delle poche chiese pervenuteci parzialmente integre, dopo una lunga serie di eventi sismici e guerre, è stata oggetto di ricostruzione.
Il ciclo di affreschi culminanti con il dipinto sulla volta della navata di Sant'Elia sul carro di fuoco ed Eliseo, quest'ultimo raffigurato nell'atto di trattenerlo, realizzati nel 1706 da Antonio Filocamo, subisce danni durante il terremoto della Calabria meridionale del 1783. Tuttavia, la volta e il dipinto saranno ripristinati con campagne di ricostruzioni e restauri.
Nuovi interventi di restauro nel 1848 furono effettuati dopo la rivolta antiborbonica, l'opera paziente di Giacomo Grasso integra e completa le opere sfregiate dei Filocamo. Con le espropriazioni del 1866 la chiesa fu adibita a magazzino.

### Epoca contemporanea
Col terremoto di Messina del 1908 la chiesa subì limitati danni consistenti nel crollo del soffitto prossimo alla parte superiore della facciata. Atrio e ingabbiature nascoste, interventi resi necessari dalle disposizioni post terremoto, che hanno alterato l'architettura preesistente.
Tali lavori di adeguamento strutturale vennero eseguiti dall'impresa Giacomo Martello.
Il 14 settembre del 1911 la chiesa ritornò alla sua antica destinazione per opera dell'arcivescovo Letterio D'Arrigo Ramondini, che permise lo stanziamento nelle strutture della Compagnia di San Francesco dei Mercanti e nel 1924 della Compagnia di San Giuseppe al palazzo o dei falegnami.
Dal 1926 torna ad essere utilizzata come magazzino, col fine di custodire le Varette processionate durante i riti cittadini del Venerdì santo.
Durante la seconda guerra mondiale tutto l'aggregato di Sant'Elia fu risparmiato. L'abbattimento paventato dalla milizia fascista non fu portato a compimento in quanto, in un ennesimo bombardamento, fu centrata in pieno proprio la caserma della milizia stessa. La chiesa subì danni al tetto ove le schegge impazzite, rovinarono gli affreschi della lunetta e del cappellone di copertura della navata danneggiando gravemente l'affresco raffigurante Mosé che fa scaturire l'acqua dalla roccia.

## Facciata
La nuova facciata con campanile laterale posto sulla sinistra, riprende quella antica. Due paraste angolari delimitano l'unico ordine comprendente il portale con architrave sormontato da timpano ad arco spezzato e oculo ovoidale intermedio, ornata da festoni e nel passato, da una coppia di puttini ormai scomparsi. Una finestra sormonta l'unico ingresso, un timpano con oculo inscritto sovrastato da croce apicale chiude la prospettiva.
Nel vestibolo, addossato alla controfacciata mascherata da stucchi, è possibile ammirare una bella acquasantiera barocca composita con fusto in marmo bianco e rosa sormontata da conchiglia baccellata.

## Interno
L'edificio con impianto a navata unica rettangolare, abside semicircolare, riconducibile al rifacimento del 1694 non presenta, allo stato attuale, tracce o manufatti riferibili alla storia più antica.
Fra cornici e notevoli apparati in stucco, gli affreschi raffiguranti la Nascita di Gesù, l'Adorazione dei Magi, il Battesimo nel Giordano, Mosé che fa scaturire l'acqua dalla roccia e la Disputa di Gesù coi dottori nel Tempio, la rielaborazione di quest'ultimo attribuibile a Giacomo Grasso, occupano i quattro riquadri posti all'inizio ed alla fine della navata. Pitture recentemente restaurate, che insieme a due degli scudi sugli altari, costituiscono i resti della decorazione a fresco raffiguranti Episodi della Vita di Gesù dei Filocamo rimaneggiati da Giacomo Grasso.
La navata conserva, fino all'altezza della cornice, una ricca decorazione in stucco che alterna archi destinati ad accogliere due altari per lato, il tutto ornato da coppie di puttini che reggono scudi e sormontano riquadri per affreschi nonché festoni vegetali che decorano le paraste corinzie.
Parete destra:

- Prima arcata: Altare della Vergine con Bambino. Sulla parete è custodito il dipinto raffigurante la Vergine con Bambino. Il paliotto dell'altare datato 1794, proviene dalla distrutta chiesa di Santa Maria del Bosco, gravemente danneggiata dai bombardamenti del 1943 e non più ricostruita. In origine dedicato alla Madonna della Lettera mantiene nell'ovale in altorilievo l'effige della Madonna della Lettera.
- Seconda arcata: Altare del Sacro Cuore di Gesù. Sulla parete è custodito il dipinto raffigurante il Sacro Cuore di Gesù.

Parete sinistra:

- Prima arcata: statue raffiguranti San Benedetto da Norcia e Santa Scolastica collocate su piedistalli.
- Seconda arcata: Altare dell'Immacolata Concezione. Sulla parete è custodito il dipinto raffigurante l'Immacolata Concezione.

## Altare maggiore
Nella tribuna del cappellone sono documentati dipinti di Antonio Filocamo raffiguranti la Cena del Signore in epoca scorsa collocato sull'altare maggiore, San Francesco di Paola, Sant'Elia, Sant'Agostino, Miracolo di Mosè alla pietra di Oreb e le Sante Donne a pié della Croce, opere trasferite al Museo regionale di Messina.
L'abside circolare presenta colonne doriche con capitelli corinzi che sostengono un elegante cornicione con decorazioni in stucco. Angioletti in volo decorano l'emiciclo con festoni fitoformi. Al centro un sontuoso altare maggiore in marmi policromi, sormontato da monumentale ciborio – tabernacolo su cui risalta una scultura marmorea raffigurante la Madonna della Lettera.

## Monastero di Sant'Elia
Monastero di Vergini sotto il titolo di «Sant'Elia» dell'Ordine dei Minimi di San Francesco di Paola.
Nel 1638 adottò la regola degli Eremitani di Sant'Agostino. Dopo l'Unità d'Italia, con l'emanazione delle leggi eversive nel 1866, fu incamerato dal governo per adibirlo a sede del corpo della Guardia di Finanza. Il terremoto di Messina del 1908 risparmiò il monastero, che conserva nel chiostro tracce di strutture in stile rinascimentale.

## Confraternita dei Disciplinanti
- 1462, Attestazione della "Confraternita di Sant'Elia dei Disciplinanti" presso il tempio.[2]

## Compagnia di San Francesco dei Mercanti
- 1911c., insediamento del sodalizio permesso dall'arcivescovo Letterio D'Arrigo Ramondini.

## Compagnia di San Giuseppe al palazzo
- 1924, Compagnia di San Giuseppe al palazzo o dei falegnami. Insediamento del sodalizio permesso dall'arcivescovo Letterio D'Arrigo Ramondini.

## Festività
- Sant'Elia, il 27 luglio.